# 1973 au Québec
Cet article traite des événements survenus en 1973 au Québec. 

## Événements

### Janvier
- 14 janvier : Gabriel Loubier annonce que le parti Unité-Québec reprend son nom d'Union nationale[1].
- 25 janvier : Pierre Trudeau confirme que le gouvernement fédéral n'accordera aucune aide financière aux Jeux olympiques[2].

### Février
- 1er février : début des audiences de la Commission d'enquête sur le crime organisé (CECO)[3].
- 4 février : congrès à la direction du Ralliement créditiste. Yvon Dupuis est élu chef après 3 tours de scrutin. Son adversaire Armand Bois ne se rallie pas et accuse même le nouveau chef d'avoir été subventionné par des gens du crime organisé[4].
- 14 février : Claire Kirkland-Casgrain se retire. François Cloutier devient ministre des Affaires culturelles, Maurice Tessier ministre des Travaux publics, Victor Goldbloom ministre des Affaires municipales et Oswald Parent ministre de la Fonction publique[1].
- 15 février : fondation de CKRL-FM à Québec. Elle serait la première radio communautaire francophone dans le monde[5].

### Mars
- 10 mars : sortie du film J'ai mon voyage !. Il s'agit d'une comédie de Denis Héroux mettant en vedette Dominique Michel, Jean Lefebvre et René Simard[6].
- 12 mars - Le groupe Pink Floyd présente son spectacle The Dark Side of the Moon pour la première fois au Forum de Montréal[7].
- 14 mars : la troisième session de la 29e législature est prorogée[1].
- 15 mars : ouverture de la quatrième session de la 29e législature. Lors de son discours d'ouverture de la session, Robert Bourassa annonce la création d'un Conseil du statut de la femme[8].
- 21 mars : lors d'une audience de la CECO, William O'Bront, financier montréalais reconnu comme l'un des magnats de la pègre montréalaise, déclare avoir contribué à la caisse électorale du Parti libéral en 1970[9].
- 29 mars :
  - le budget Garneau annonce des dépenses de plus de 5 milliards de dollars pour 1973-1974. Les revenus escomptés sont de 4.84 milliards de dollars[10].
  - première du film Kamouraska, réalisé par Claude Jutra et mettant en vedette Geneviève Bujold. Le scénario est inspiré d'un roman d'Anne Hébert[11].

### Avril
- 29 avril : trois super-lignes de l'Hydro-Québec de 735 000 volts s'effondrent sous le verglas, faisant plus de 5 millions de dollars de dommages. Ces lignes sont situées entre Churchill Falls et la rivière Manicouagan. Le verglas est surtout tombé sur la Côte-Nord[12].

### Mai
- 1er mai : Jean-Pierre Charbonneau, journaliste du Devoir spécialisé dans les questions du crime organisé, est victime d'un attentat en pleine salle de rédaction. Il est blessé d'une balle à l'avant-bras[13].
- 10 mai - Les Canadiens de Montréal, qui affrontaient les Black Hawks de Chicago en finale des séries éliminatoires, remportent la Coupe Stanley. Yvan Cournoyer obtient le trophée Conn-Smythe[14].
- 15 mai : les trois chefs syndicaux sortent de prison[15].

### Juin
- 14 juin : Québec approuve le projet de construction d'un port en eaux profondes destiné aux pétroliers dans le Bas-Saint-Laurent. Le site envisagé est celui de Gros-Cacouna[16].

### Juillet
- 5 juillet : débat à l'Assemblée nationale sur les relations qu'aurait eues Pierre Laporte avec la Mafia[17].
- 17 juillet : Jacques Rose est finalement reconnu coupable de complicité dans l'enlèvement de Pierre Laporte[18].
- 27 juillet : annonce que Radio-Québec diffusera sur UHF à partir de la fin de 1974. Le budget du poste de télévision, la première année, sera de 13 millions $[19].

### Août
- 5 août : des rapports de la GRC confirment que la pègre a contribué à la caisse électorale de Pierre Laporte lors du congrès à la chefferie du PLQ en 1970[17].
- 11 août : Power Corporation se porte acquéreur du Montréal-Matin. Selon La Presse, il s'agit d'une mesure défensive contre Pierre Péladeau, soupçonné de vouloir envahir le marché francophone de la presse écrite[20].
- 16 août : Claude Castonguay annonce son prochain retrait de la vie politique[1].

### Septembre
- 5 septembre : le Québec ouvre une maison du Québec à Tokyo[21].
- 26 septembre : Robert Bourassa annonce des élections générales pour le 29 octobre. La CECO cesse ses audiences, le temps de la campagne électorale[22].
- 27 septembre - Le journaliste Yves Michaud adhère au Parti québécois et présente sa candidature dans la circonscription de Gouin[23].

### Octobre
- 8 octobre : lors d'une visite électorale à Saint-Eustache, Robert Bourassa est accueilli par des manifestants protestant contre les expropriations de Sainte-Scholastique[24].
- 9 octobre : le Parti québécois présente à la presse un Budget de l'An 1, qui serait le premier après une éventuelle déclaration d'indépendance. Les dépenses atteindraient 11.5 milliards de dollars et le surplus serait de 181 millions de dollars. Il y aurait des coupures dans la Défense et les Affaires étrangères et 45 % des crédits seraient consacrés à la politique sociale[25].
- 29 octobre : le Parti libéral remporte une victoire éclatante aux élections générales, obtenant 54,7 % des voix et faisant élire 102 députés sur une possibilité de 110, obtenant ainsi la plus grande majorité de l'histoire du Québec. Le PQ voit son vote grimper de 23 % à 30,2 % mais ne remporte que 6 comtés et Camille Laurin n'est même pas réélu. René Lévesque n'est pas élu dans son comté de Dorion. Le Ralliement créditiste, avec 10 % du vote, fait élire deux députés, Camil Samson et Fabien Roy. L'Union nationale, avec 4,9 % des votes, est rayée de la carte[26].

### Novembre
- 13 novembre : le nouveau gouvernement de Robert Bourassa est assermenté. Les nouveaux ministres sont Denis Hardy (Affaires culturelles), Claude Forget (Affaires sociales) et Raymond Mailloux (Transports, Travaux publics et Approvisionnements)[1].
- 15 novembre : à la suite d'une demande des Cris du Nouveau-Québec, la Cour supérieure enjoint à la Société de Développement de la Baie James de bloquer ses travaux à la Baie James.Celle-ci veut tenter de faire casser le jugement en Cour d'appel[27].
- 18 novembre : annonce que Jacques-Yvan Morin sera le nouveau chef de l'opposition officielle à l'Assemblée nationale[28].
- 22 novembre :
  - la Cour d'appel suspend l'injonction. Les travaux reprennent à la Baie James[29].
  - ouverture de la première session de la 30e législature qui portera sur l'examen de crédits additionnels proposés par le ministre des Finances[1].
- 27 novembre : la CECO reprend ses audiences. On y apprend que le parrain supposé de la mafia montréalaise se nomme Vincent Cotroni dit Vic[30].
- 28 novembre : les Cris se rendent en Cour suprême pour tenter de casser le règlement de la Cour d'appel[31].

### Décembre
- 9 décembre : lors d'un nouveau congrès créditiste, Camil Samson et Fabien Roy décident de relancer le parti. Le nom d'Yvon Dupuis n'y est même pas prononcé[32].
- 21 décembre : la Cour suprême confirme la décision de la Cour d'appel. Les travaux peuvent continuer à la Baie James[33].
- 22 décembre : la session est prorogée[28].

## Naissances
- Geneviève Hébert (entrepreneure et femme politique)
- Michelle Setlakwe (avocate et femme politique)
- 1er janvier - David Heurtel (homme politique)
- 3 janvier - François Blais  († 14 mai 2022)
- 16 janvier - Nathalie Giguère (ancienne nageuse)
- 20 janvier - Michel Goyette (acteur)
- 23 janvier - François Groleau (joueur de hockey)
- 2 février - Jean-Sébastien Larouche (poète, slameur, éditeur)  († 27 novembre 2024)
- 19 février - Jean-François Roux
- 5 mars - Nelly Arcan (écrivaine) († 24 mars 2009)
- 12 mars - Annie Dufresne (chanteuse et actrice)
- 24 mars - Philippe Boucher (joueur et entraineur et analyste de hockey)
- 19 avril - Geneviève Guérard (danseuse)
- 23 avril - Patrick Poulin (joueur de hockey)
- 27 avril - Sébastien Lareau (joueur de tennis)
- 30 avril - Marcel Cousineau (joueur de hockey)
- 17 mai - Steve Barakatt (pianiste)
- 1er juin - Louis-David Morasse (acteur)
- 18 juin - Alexandre Boulerice (homme politique)
- 21 juin - Pascal Rhéaume (joueur de hockey)
- 25 juin - René Corbet (joueur de hockey)
- 19 juillet - Louis Morissette (acteur, humoriste et scénariste)
- 21 juillet - Caroline Néron (actrice et chanteuse)
- 28 juillet - Marc Dupré (chanteur)
- 4 septembre - Pascal Trépanier (joueur de hockey)
- 6 septembre - Greg Rusedski (joueur de tennis)1
- 12 septembre - 
  - Jean-François Fortin (homme politique).
  - Martin Lapointe  (joueur et dépisteur de hockey)
- 14 septembre - Mike Ward (humoriste).
- 18 septembre - Paul Brousseau (joueur de hockey)
- 17 octobre - Martin Gendron  (acteur) († 12 janvier 2004)
- 18 octobre - Alexandre Tagliani (pilote automobile)
- 23 octobre - Louis-Philippe Dandenault (acteur)
- 4 novembre - Stéphan Tremblay (homme politique)
- 30 novembre - Sylvain Lévesque (homme politique)
- 5 décembre - Marie-Claude Nichols (avocate et femme politique)
- 22 décembre - Annie Pelletier (plongeuse olympique)
- 23 décembre - Danny Gilmore (acteur)

## Décès
- 18 janvier - Lucie de Vienne (actrice) (º 22 juin 1902)
- 22 février - Jean-Jacques Bertrand (ancien premier ministre du Québec) (º 20 juin 1916)
- 25 juillet - Louis St-Laurent (ancien premier ministre du Canada) (º 1er février 1882)
- 13 octobre - Adrienne Choquette (auteure) (º 2 juillet 1915)
- 6 décembre - Pierre Boucher (acteur) (º 7 août 1921)

## Sources et références
1. 1 2 3 4 5 6  « Chronologie parlementaire 1973-1974 » (consulté le 5 mai 2009)
2. ↑  « Les Jeux olympiques - Montréal ne doit rien attendre du fédéral », Le Devoir,‎ 26 janvier 1973, p. 1
3. ↑  Louis La Rochelle. En flagrant délit de pouvoir. Boréal. 1982. p. 175
4. ↑  Idem, p. 175
5. ↑  Bilan du Siècle
6. ↑  Bilan du Siècle
7. ↑  Pink Floyd, p. 99. Omnibus Press, 1988
8. ↑  En flagrant délit de pouvoir, p. 176
9. ↑  Jean-Pierre Charbonneau. Obront reconnait avoir contribué à la caisse de Bourassa et des libéraux. Le Devoir. 22 mars 1973. p. 1
10. ↑  Idem, p. 177
11. ↑  « Kamouraska » (présentation de l'œuvre), sur l'Internet Movie Database
12. ↑  Gilles Prévost, « Trois super-lignes de l'Hydro s'effondrent sous le verglas: plus de $5 millions de dégâts », Le Devoir,‎ 30 avril 1973, p. 1
13. ↑  Jean-Pierre Charbonneau. À découvert. Fidès. 2007. p. 13
14. ↑  Le Devoir, Le Canadien remporte sa 18ème coupe Stanley, p. 1, 17
15. ↑  Jean V. Dufresne, Le Devoir, Les chefs obtiennent un congé assortie de conditions sévères, p. 1
16. ↑  En flagrant délit de pouvoir, p. 177
17. 1 2  À découvert, p. 71
18. ↑  Guy Deshaies, « Rose est coupable, Lemieux récolte 2 ½ ans pour outrages », Le Devoir,‎ 18 juillet 1973, p. 1
19. ↑  Radio-Québec aura des antennes de télévision à Québec et Montréal, Le Soleil, p. 3
20. ↑  Jean-Claude Leclerc, La cage se refermera-t-elle?, Le Devoir, p. 4
21. ↑  Bilan du Siècle
22. ↑  Louis La Rochelle, En flagrant délit de pouvoir, p. 180
23. ↑  Ibid.
24. ↑  Pierre Richard, Robert Bourassa prédit le Waterloo du Parti québécois, Le Devoir, 9 octobre 1973, p. 1, 8
25. ↑  Pierre Duchesne. Jacques Parizeau tome 2. Québec-Amérique. 2002. p. 79
26. ↑  Élection générale québécoise de 1973 (article wikipédien)
27. ↑  Guy Deshaies, « La Cour bloque les travaux à la Baie James », Le Devoir,‎ 16 novembre 1973, p. 1
28. 1 2  Chronologie parlementaire 1973-1974
29. ↑  Guy Deshaies, Les travaux reprennent à la Baie James, Le Devoir, 23 novembre 1973, p. 1
30. ↑  Jean-Pierre Charbonneau, La pègre montréalaise est dominée par un groupe dont Vic Cotroni est le parrain, Le Devoir, 28 novembre 1973, p, 1
31. ↑  Indiens et Inuits vont devant la Cour suprême, Le Devoir, 29 novembre 1973, p. 1, 6
32. ↑  En flagrant délit de pouvoir, p. 189
33. ↑  La Cour suprême repousse l'appel des Indiens et Inuit de la baie James, Le Devoir, p. 1, 6